# 語石

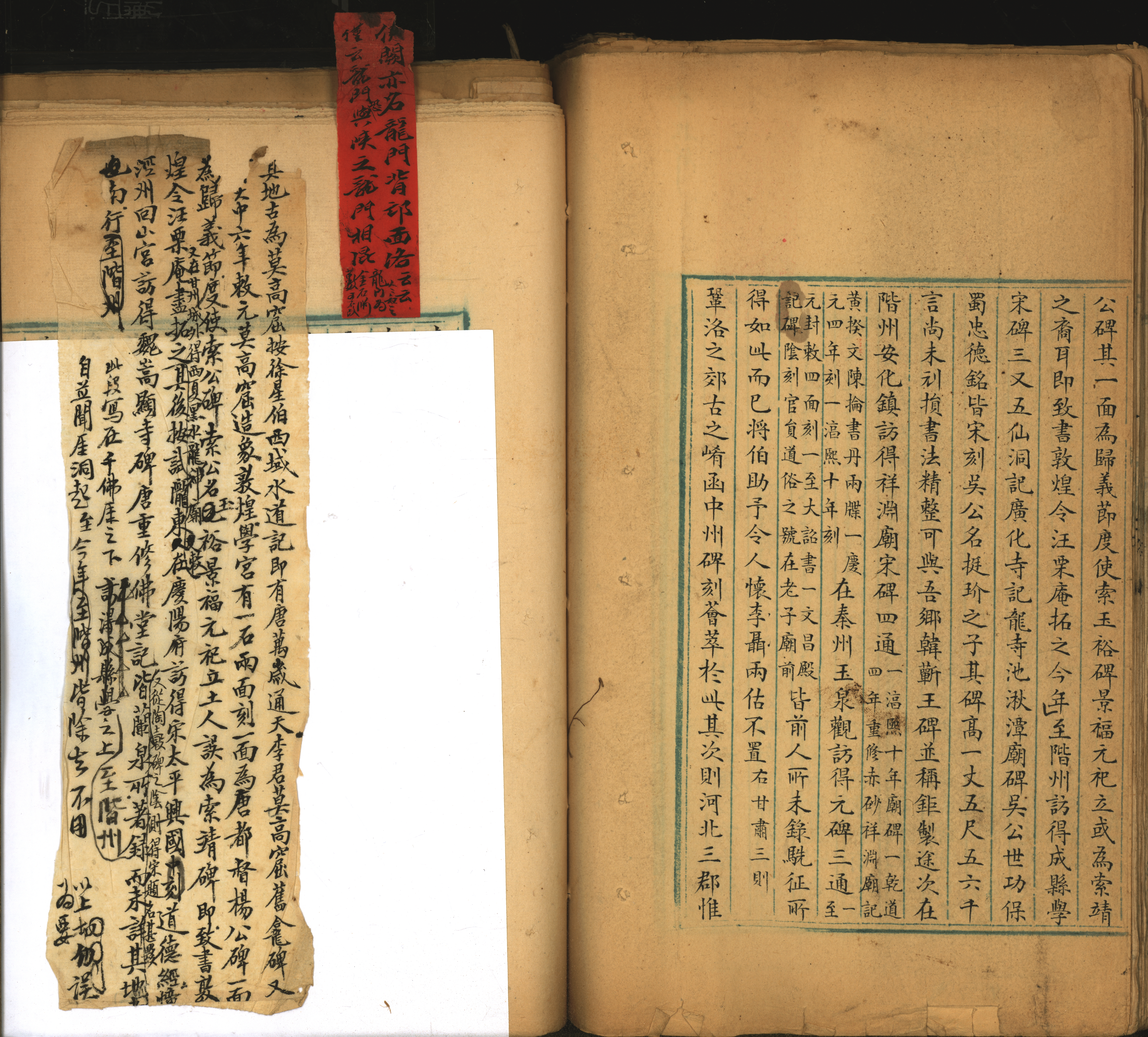
上海圖書館藏語石藁本書頁

《語石》是清代一部金石學著作，作者為葉昌熾，張炳翔等校閱。該書撰寫始于光緒二十六年（1900），初稿完成于光绪二十七年（1901）十一月，刊刻于宣統元年（1909）。按《缘督庐日记》云：“余自去年三月发愤作《语石》一书,论碑版之学,专开门径,及访求、收藏、鉴别之事,既非欧、赵之目,亦非潘、王之例，非序跋，非攷釋，似于金石門中別開生面。”全書共十卷，共有條目四百八十四則。上海图书馆藏有《语石》稿本一部，共七册，包括正文六册、《叙目》一册。《语石》标志着真正意义上中国碑刻学的建立，是第一部系统研究碑刻学的专著。梁启超认为《语石》以科学方法治金石学，极有价值。作为金石学的经典之作，荣新江在《中国古代史研究入门》一书中说：“清末叶昌炽的《语石》，这是每个古代史研究生都应当阅读的著作，阅读时应当使用柯昌泗的增订本。”除了柯昌泗的《语石异同评》，国家图书馆尚有章钰批注的《语石》，作批注的时间为1936年。同年，《语石》被收入商务印书馆的《国学基本丛书》系列。
叶昌炽创作《语石》有两个目的，一是为了帮助金石学的入门者，二是帮助读者更好地寻访、藏鉴金石碑刻。该书体例安排为叶昌炽精心设计。十卷的主要内容分别为，卷一：中国历代著名碑刻例举；卷二：各地域碑刻保存情况；卷三至卷五：各类碑刻的产生、发展和特点；卷六：各类碑文的文体义例；卷七和卷八：历代书法家所书碑刻的书法特点，历代石刻书体研究；卷九：各类碑刻的镌刻形式；以及卷十：各类金石的鉴赏研究。《语石》是最早尝试将中国石刻分类的著作。其卷三、四及卷五将石刻分为众多细目。马衡的《中国金石学概要》沿袭了《语石》的分类方法。朱剑心《金石学》一书受到《语石》很大影响。
《语石》中不乏叶昌炽的独到见解。例如叶氏在该书卷一中驳斥阮元的《南北书派论》，通过《萧儋碑》、《刁遵墓志》、《高湛墓志》的书法特点，主张南北朝时期南北书风应是一致的，即“南北书派，本出一源”。对于镌刻工艺，书中多有关注。由于人们临摹碑帖时往往刻意求近似，而忽视了碑刻本身为原书的二次创作，导致在书写时描画以求达到“金石气息”。叶昌炽认为“碑之工拙，系于刻手”，也就是一个刻工的好坏影响碑刻的良莠。同时，刻画的深浅、石材的质地、拓手的技术等因素都会影响碑帖呈现的效果。叶氏在《语石》中对民间书法没有弃而不论，而是将其放置在与名家书法同等的位置上。他说：“余之论书也，但以其书而已，未尝以人为区别。”例如他对唐代写经生的书法就大加推崇。
语石中记载有叶昌炽实地访碑的见闻，包括他在任甘肃学政时考察甘肃石刻的情况，其中就有莫高窟藏经洞的资料。这也是对于敦煌莫高窟最早的研究之一。书中还触及了如古埃及石刻等中国以外的石刻。